# سابلایم تکست
ساب‌لایم تکست (انگلیسی: Sublime Text) یک نرم‌افزار مالکیتی چندسکویی ویرایش‌گر کد منبع با رابط برنامه‌نویسی کاربردی (API) پایتون است. این نرم‌افزار به صورت بومی بسیاری از زبان‌های برنامه‌نویسی و زبان‌های نشانه‌گذاری را پشتیبانی می‌کند و توابع می‌توانند توسط کاربران با افزایه‌ها که عموماً توسط جامعهٔ کاربری ساخته شده و تحت پروانه نرم‌افزار آزاد منتشر می‌شود اضافه شوند.

## قابلیت ها
لیستی از قابلیت های ساب‌لایم تکست در زیر آورده شده است:
- قابلیت ناوبری سریع به فایل ها، نماد ها و کد ها
- «پالت دستورها»: برای تعریف میان‌بر های کیبورد جدید
- «ویرایش لحظه‌ای»: ویرایش چندین قسمت انتخاب شده توسط کاربر به صورت هم‌زمان
- رابط برنامه‌نویسی کاربردی (API) مبتنی بر پایتون برای ساخت پلاگین ها
- تنظیمات اختصاصی برای هر پروژه
- قابلیت های شخصی‌سازی گسترده با استفاده از فایل های تنظیمات JSON: که می تواند تنظیمات مختص پروژه، یا تنظیمات کل پلتفرم را در بر بگیرد.
- چندسکویی (پشتیبانی از ویندوز، مک‌اواس و لینوکس) و پشتیبانی چندسکویی از پلاگین ها
- پشتیبانی از بسیاری از زبان های برنامه نویسی و نشانه‌گذاری

## پروانه
سابلایم تکست نرم‌افزاری مالکیتی است و برای استفاده پروانه آن باید خریداری شود. با این حال کاربران بدون محدودیت زمانی می‌توانند نرم‌افزار را با قابلیت‌های کامل آزمایش کنند.